# Трчање (амерички фудбал)
Трчање (енгл. Rush), такође и рашинг, је један од начина грађења офанзивне акције у америчком фудбалу. Трчање се изводи предајом лопте иза линије скримиџа, када је квотербек уручи играчу који трчи према противничкој енд зони. Трчање може извести и сам квотербек, у случају кад није могуће остварити додавање према хватачима. 
Дефанзивно трчање се односи на кретање одбрамбених играча преко линије скримиџа како би се блокирали или оборили нападачи.